# Dorota Łoboda
Dorota Ewa Łoboda z domu Nowak (ur. 19 sierpnia 1975 w Warszawie) – polska działaczka społeczna, polityczna i samorządowa, radna m.st. Warszawy, posłanka na Sejm X kadencji.

## Życiorys
Ukończyła studia na Wydziale Wiedzy o Teatrze Akademii Teatralnej im. Aleksandra Zelwerowicza w Warszawie, została również absolwentką Wydziału Lingwistyki Stosowanej Uniwersytetu Warszawskiego. Pracowała jako młodsza kuratorka i specjalistka w Centrum Sztuki Współczesnej Zamek Ujazdowski. Wraz ze wspólniczką założyła i zaczęła prowadzić prywatny żłobek i szkołę językową na Żoliborzu.
Jako działaczka społeczna została prezeską Fundacji Rodzice Mają Głos, jedną z liderek ruchu Rodzice Przeciwko Reformie Edukacji, ekspertką w Fundacji „Przestrzeń dla Edukacji”, a także członkinią rady konsultacyjnej Ogólnopolskiego Strajku Kobiet oraz rady programowej Stowarzyszenia Kongres Kobiet.
W 2018 z listy Koalicji Obywatelskiej została wybrana do Rady m.st. Warszawy, w której pełniła funkcję przewodniczącej Komisji Edukacji. W następnym roku bezskutecznie ubiegała się o mandat poselski. W wyborach parlamentarnych w 2023 była bezpartyjną kandydatką do Sejmu z dziewiątego miejsca na liście Koalicji Obywatelskie w okręgu warszawskim. Uzyskała mandat posłanki X kadencji, otrzymując 10 510 głosów. W kwietniu 2024 została rzeczniczką prasową klubu parlamentarnego Koalicji Obywatelskiej. Wstąpiła później do Platformy Obywatelskiej. Weszła w skład sztabu Rafała Trzaskowskiego podczas wyborów prezydenckich w 2025.

## Wyniki w wyborach ogólnopolskich
| Wybory | Komitet wyborczy | Komitet wyborczy     | Organ            | Okręg | Wynik        |
| ------ | ---------------- | -------------------- | ---------------- | ----- | ------------ |
| 2019   |                  | Koalicja Obywatelska | Sejm IX kadencji | nr 19 | 4577 (0,33%) |
| 2023   | Sejm X kadencji  | Koalicja Obywatelska | 10 510 (0,61%)   | nr 19 |              |